# Giuseppe Zenti
Giuseppe Zenti (ur. 7 marca 1947 w San Martino Buon Albergo) – włoski duchowny katolicki, biskup Werony w latach 2007–2022.

## Życiorys
Święcenia kapłańskie otrzymał 26 czerwca 1971. Doktoryzował się z literatury klasycznej na uniwersytecie w Padwie. Inkardynowany do diecezji Werony, w 1974 rozpoczął pracę w niższym seminarium diecezjalnym (zaś w latach 1989-1993 był jego prorektorem). W latach 1993–2002 pracował jako proboszcz, a następnie został wikariuszem generalnym diecezji.
3 grudnia 2003 papież Jan Paweł II mianował go ordynariuszem diecezji Vittorio Veneto. Sakry biskupiej udzielił mu bp Flavio Carraro.
8 maja 2007 Benedykt XVI mianował go biskupem Werony.
2 lipca 2022 roku papież Franciszek przyjął jego rezygnację z pełnionej funkcji.